# Jonathan Holland
Pas d'image ? Cliquez ici

a Compétitions nationales et continentales officielles uniquement.

Dernière mise à jour le 22 avril 2016.
Jonathan Holland (dit Johnny), né le 30 août 1991 à Cork, est un joueur irlandais de rugby à XV qui a évolué au poste de demi d'ouverture dans le club provincial irlandais du Munster entre 2013 et 2016.
Il arrête sa carrière en 2016 sur avis médical à l'âge de 25 ans, alors qu'il est considéré comme un joueur de rugby prometteur.

## Carrière

### Débuts dans le rugby
Jonathan Holland est né dans la ville de Cork. Il commence le rugby au Douglas URFC, puis au Sundays Well RFC, deux clubs de la ville. Il part ensuite étudier dans l'université de la ville, l'University College Cork, où il intègre le club de rugby. Il intègre l'équipe de la Cork Constitution et dispute la All Ireland League. Lors de la saison 2012-2013, il est élu meilleur jeune du championnat. Il joue aussi avec le Munster A depuis novembre 2011, date à laquelle il joue son premier match de British and Irish Cup que son équipe remporte cette saison. À partir de 2012, il intègre le centre de formation de la province.

### Premières saisons de Pro12 (2013-2015)
Il fait ses débuts avec la sélection professionnelle du Munster le 23 novembre 2013 en tant que remplaçant lors d'un match de Pro12 contre les Cardiff Blues. En mars 2014, il signe un contrat espoir avec la province du Munster à partir de la saison 2014-2015. Il ainsi titularisé pour la première fois de sa carrière en Pro12 le 19 septembre 2014 lors d'un match face au Zebre. En janvier 2015, il signe un contrat professionnel pour une durée de deux saisons.

### Affirmation au Munster et retraite (2015-2016)
Le 2 avril 2016, il est titularisé pour un match face au Leinster à la place de Ian Keatley alors remplaçant. Il inscrit la totalité des points de son équipe — un essai, une transformation et deux pénalités — réalisant un très bon match. Il apparait à la suite de cette rencontre comme un potentiel grand joueur.
Il s'impose alors comme l'ouvreur de sa province, mais le 1er septembre 2016 Jonathan Holland annonce qu'il quitte le rugby à la suite d'avis médicaux défavorables à cause d'une blessure récurrente au tendon ischio-jambier apparue en novembre 2014, lors d'un match de British and Irish Cup contre Nottingham.
Après avoir étudié à l'University College Cork, Jonathan Holland obtient un diplôme de commerce, lui permettant ainsi un avenir après sa retraite sportive.

## Un talent prometteur
Avant de prendre sa retraite en 2016, Jonathan Holland réussi à s'imposer au poste d'ouvreur au Munster,. Il est alors considéré comme un jeune espoir irlandais au poste de demi d'ouverture et Joe Schmidt, le sélectionneur national, reconnait en juin 2016 qu'il suivait de près ses performances. Dans une chronique qu'il tient pour le Irish Independent, Alan Quinlan, ancien joueur international du Munster, écrit qu'il pense que Jonathan Holland aurait pu être le joueur que le Munster cherchait depuis le départ à la retraite de Ronan O'Gara. Il décrit alors ses capacités : de placement, de vision du jeu, de passes, de jeu au pied, il est rapide et complet, lui faisant penser à Ronan O'Gara lors de ses débuts. Il est également reconnu comme un joueur très professionnel, à l'entraînement et en dehors des terrains de rugby.

## Statistiques

### Équipe professionnelle
Jonathan Holland dispute une seule compétition avec l'équipe professionnelle du Munster, le Pro12, entre 2013 et 2014. Il joue un total de 11 matches et inscrit 45 points :
- premier match, remplaçant le 23 novembre 2013 contre les Cardiff Blues, Cardiff Arms Park[5] ;
- dernier match, titulaire le 7 mai 2016 contre les Sacrlets, Thomond Park[16].

| Saison    | Saison  | Compétition | M  | Pts | Es. | Pén. | Tr. | Dp. |
| --------- | ------- | ----------- | -- | --- | --- | ---- | --- | --- |
| 2013-2014 | Munster | Pro12       | 2  | 0   | -   | -    | -   | -   |
| 2014-2015 | Munster | Pro12       | 2  | 0   | -   | -    | -   | -   |
| 2015-2016 | Munster | Pro12       | 7  | 45  | 1   | 4    | 14  | -   |
| Total     | Total   | Pro12       | 11 | 45  | 1   | 4    | 14  | 0   |

### Avec le Munster A
Jonathan Holland joue à 14 reprises avec le Munster A entre 2011 et 2016 en British and Irish Cup :
- premier match, remplaçant le 19 novembre 2011 contre le Neath RFC, The Gnoll[3] ;
- dernier match, titulaire le 23 janvier 2016 contre les London Scottish, Musgrave Park[18].

## Palmarès
- British and Irish Cup en 2012 ;
- Meilleur jeune joueur du championnat d'Irlande 2012-2013[19].